# Lê Văn Duẩn
Pour les articles homonymes, voir Lê.
Dans ce nom vietnamien, le nom de famille, Lê, précède le nom personnel.
Lê Văn Duẩn, né le 29 octobre 1987, est un coureur cycliste vietnamien.

## Palmarès et résultats

### Palmarès par année
- 2010
  - 3e du championnat du Viêt Nam sur route
- 2012
  - 3e du championnat du Viêt Nam sur route
- 2013
  -  Médaillé d'or du contre-la-montre par équipes aux Jeux d'Asie du Sud-Est (avec Mai Nguyễn Hưng, Trịnh Đức Tâm et Nguyễn Thành Tám)
- 2015
  -  Médaillé d'argent du critérium aux Jeux d'Asie du Sud-Est
  -  Médaillé d'argent de la course en ligne aux Jeux d'Asie du Sud-Est

### Classements mondiaux
| Année         | 2012 | 2013 |
| ------------- | ---- | ---- |
| UCI Asia Tour | 148e | 100e |